# سیاه‌زخم

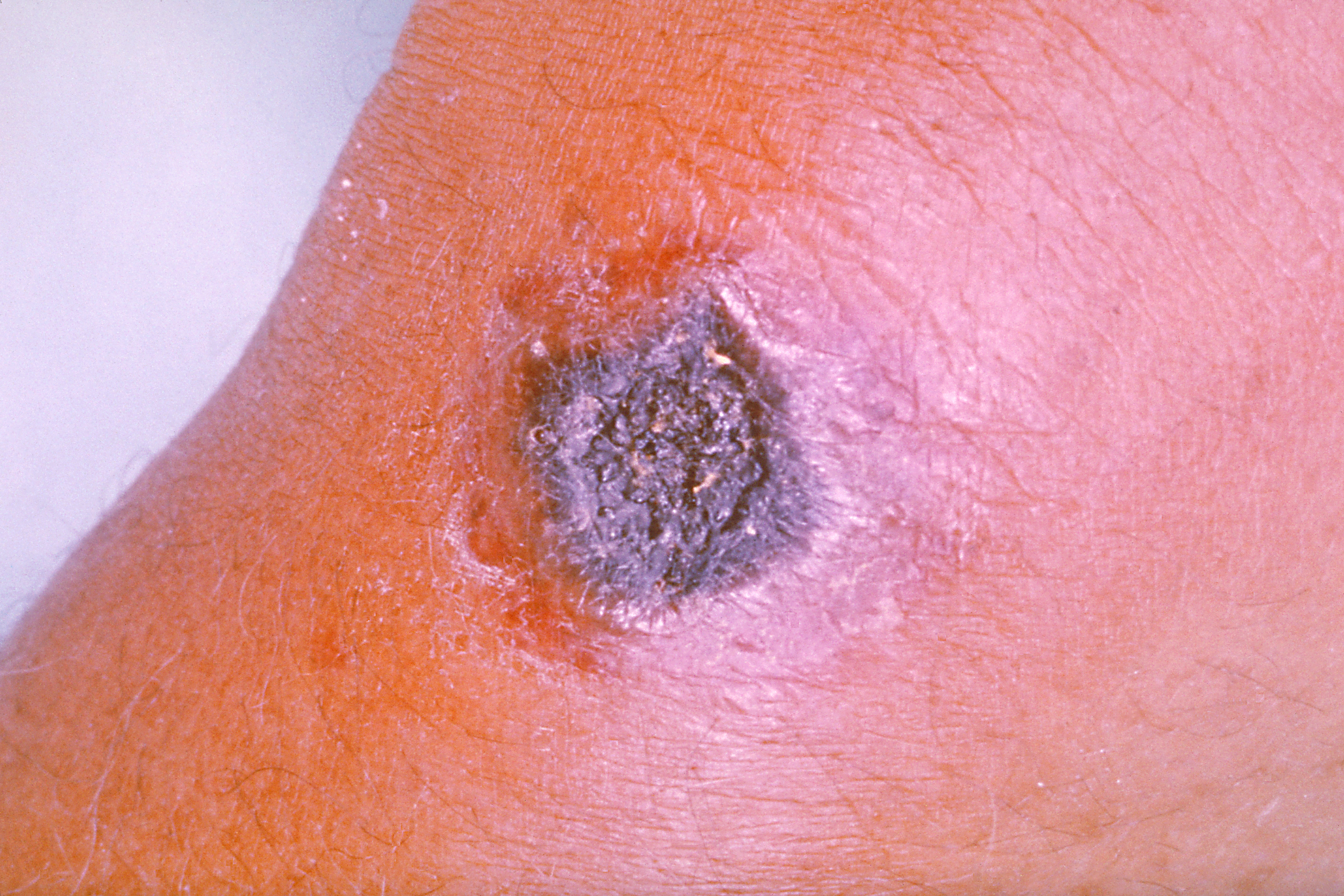
زخم پوستی در سیاه‌زخم

سیاه‌زخم یا اَنترَکس (به انگلیسی: Anthrax) یک بیماری عفونی باکتریایی خطرناک، ویژه گیاهخواران اهلی (مانند گوسفند، بز و گاو) است‌. عامل بیماری باکتری باسیلوس آنتراسیس است.
سیاه‌زخم در میان کشاورزان کشورهای در حال توسعه یا توسعه نیافته مثل آفریقا و آمریکای مرکزی به صورت پاندمی(فراگیر) وجود دارد.
عفونت در انسان تصادفی بوده و در اثر تماس با محصولات یا حیوانات آلوده‌است.از باکتری سیاه‌زخم در جنگ‌افزارهای بیولوژیکی استفاده می‌شود. تقریباً همه مردم در سطح جهان با این بیماری حداقل آشنایی اولیه دارند. سیاه زخم در صورت انتشار و پخش گسترده می تواند یک اپیدمی بزرگ مرگبار ایجاد کند.

## تاریخچه
سیاه‌زخم از دوران باستان به عنوان یک بیماری بدخیم شناخته می‌شده که توسط یونانیان (هومر) و همچنین رومیان (اووید) گزارش شده‌است. گفته‌های زیادی وجود دارد که برخی از ناخوشی‌هایی که به عنوان اپیدمی طاعون یا اسهال خونی منتقل شده‌اند، در واقع همه‌گیری‌های سیاه زخم بوده‌اند. اپیدمی توصیف شده توسط «جرمیاس گوتلف» در رمان خود 'عنکبوت سیاه' (۱۸۴۲ م) را می‌توان به سیاه‌زخم تعبیر کرد. سیاه‌زخم در قدیم در بسیاری موارد در کارگاه‌های دباغی و در چرم‌سازی‌ها دیده شده.

## میکروبیولوژی
عامل بیماری باسیلوس آنتراسیس یک باسیل درشت و میله‌ای شکل گرم مثبت است که در محیط‌های معمولی به خوبی رشد می‌کند. در محیط‌های نامساعد ایجاد هاگ می‌کند لذا خیلی مقاوم می‌باشد. هاگ نسبت به شرایط نامناسب محیطی مقاوم بوده و طولانی مدت می‌تواند در هوا و به ویژه خاک زنده بماند. در دمای ۳۷ درجه به خوبی در محیط آزمایشگاه رشد می‌کند. اولین باکتری است که به عنوان یک باکتری بیماری‌زا توسط کخ کشف شده‌است. انواع بیماریزای باسیل سیاه زخم دارای یک پوشش (کپسول) به نام poly-D-glutamic acid و۳ پروتئین سمی (exotoxin) به نام‌های edema factor, lethal factor protective antigen می‌باشند. poly-D-glutamic acidبرای جلوگیری از بیگانه خواری توسط گلبولهای سفید لازم است؛ و باسیلهایی که فاقد این آنتی‌ژن هستند توسط گلبول‌های سفید از بین می
روند. Edema factor باعث ایجاد ادم می‌شود و همچنین باعث اختلال در سیستم ایمنی میزبان می‌شود. Lethal factor همچنان که از اسمش پیداست با مکانیسم‌هایی که هنوز ناشناخته است باعث مرگ می‌شود. مهم‌ترین مکانیسم شناخته شده آن از بین بردن ماکروفاژها به علت خاصیت پروتئازی آن می‌باشد. protective antigen همچنان‌که از نامش پیداست عامل حمایت‌کننده است و دو فاکتور قبلی بدون اتصال به این فاکتور کارایی خود را از دست می‌دهند.

## انتقال بیماری
1. پوستی: از راه تماس با مواد آلوده دامی (پشم، پوست، گوشت، پودر استخوان خام و غیره) مبتلا می‌گردد. باکتری از راه خراش‌های کوچک پوست وارد بدن انسان می‌شود. (بیماری شغلی)
2. تنفسی: انتقال تنفسی توسط گرد و غبار آلوده به ندرت دیده می‌شود (در کارخانه‌های پشم بافی، دباغی و پشم شویی)
3. گوارشی: انتقال از راه خوراکی توسط گوشت خام یا نیم پز، شیر خام و غیره ممکن است. انتقال از فرد به فرد بسیار نادر است. خلط ریه انسان مبتلا ناقل مهمی محسوب می‌شود.

باکتری عامل سیاه‌زخم، می‌تواند در روی پوست و موهای حیوانات (مرده و زنده) سالها زنده و فعال بماند.

## دوره نهفتگی بیماری
حدود ۷ روز پس از تماس می‌باشد. تعداد ۸۰۰۰ تا ۵۰۰۰۰ میکروارگانیسم برای آلودگی (از جمله از راه تنفسی) لازم است. باکتری به دلیل داشتن کپسول در برابر سیستم ایمنی بدن مقاوم است و با ترشح سم (توکسین) موجب بروز علایم می‌شود.

## نشانه‌های بیماری

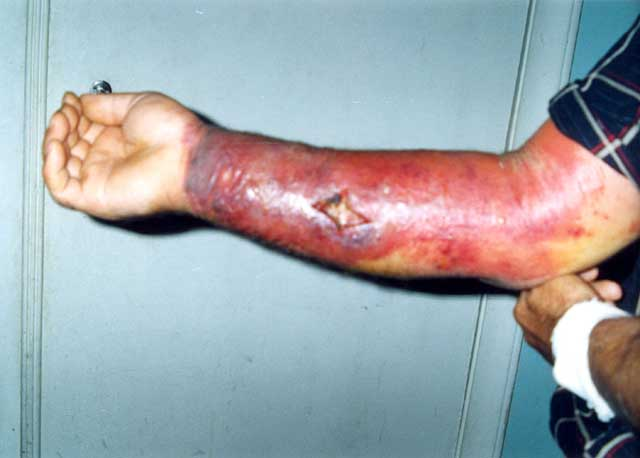
ضایعه پوستی از سیاه زخم

این میکروارگانیسم یکی از خطرناکترین زئونوزهای میکروبی یعنی سیاه‌زخم می‌باشد که از راه جراحات جلدی هنگام تماس با دام یا فراورده‌های دامی آلوده مانند پوست، پشم ویا لاشه یا اینکه از راه تنفسی در اثر استنشاق گردوغبار آلوده به اسپور سیاه زخم به این بیماری مبتلا می‌شوند.

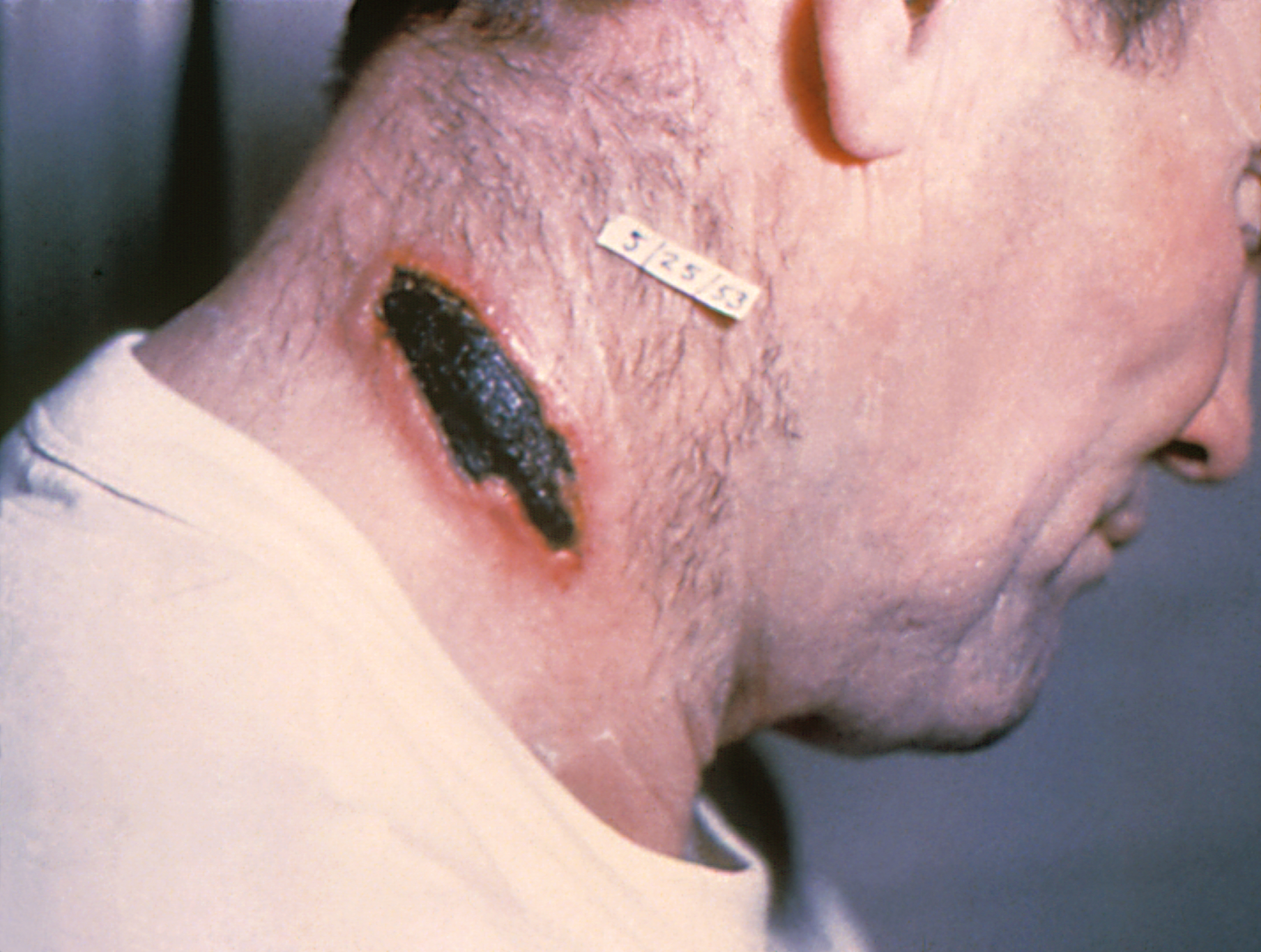
ضایعات سیاه زخم بر روی گردن

در نوع پوستی (رایج‌ترین فرم) شروع عفونت شبیه گزش حشرات با خارش و برآمدگی پوست همراه است. اما طی یک تا دو روز به جراحات تاول گونه و سپس به زخم بدون درد با قطری در حدود ۱ تا ۳ سانتیمتر و با مشخصه نکروز سیاه رنگ در مرکز زخم تبدیل می‌شود. بجا ماندن اثر بعد از بهبودی یاscarشایع می‌باشد. مرگ و میر پوستی، در صورت عدم درمان، حدود ۲۰ درصد است.
سیاه‌زخم تنفسی ممکنست دارای علایمی شبیه آنفلوانزا بوده و در موارد پیش رفته به صورت پنومونی هموراژیک تظاهر نماید که مرگ زا می‌باشد.
سیاه‌زخم گوارشی ۳ تا ۵ روز پس از مصرف گوشت خام یا نیمه پخته یا شیر خام دیگر با دردهای شکمی، تهوع، استفراغ، تب و اسهال آغاز می‌شود (مرگ و میر ۵۰٪).
ادم بدخیم: که زخم ابتدائی در آن ناپیدا بوده و ورم خیلی شدیدی در محل ورود باسیل ملاحظه می‌شود.
مننگوآنسفالیت سیاه زخمی: به دنبال عفونت با باکتری به ویژه ادم بدخیم پیش می‌آید. علائم مننگوآنسفالیت (التهاب مننژ و مغز) دیده می‌شود. مایع نخاع چرکی و حاوی تعداد زیادی باسیل سیاه‌زخم می‌باشد. در غیاب درمان خطر مرگ و میر بالاست.

## تشخیص بیماری
کشت خون مثبت به همراه رنگ‌آمیزی گرم روش‌های تشخیصی آزمایشگاهی هستند. تشخیص از طریق تهیه نمونه از ضایعه پوستی و مایعات آلوده بدن و انجام رنگ آمیزی گرم یا کشت در محیط‌های مناسب امکان‌پذیر است؛ و اگر از PCR استفاده کنیم قادر خواهد بود حتی وجود ۳ عدد اسپور در مایع آلوده را شناسائی کند و در مواردی که امکان موارد ذکر شده وجود ندارد یا در موارد مطالعات اپیدمیولوژیک روش‌های سرولوژیک کمک‌کننده خواهد بود.

## روش‌های پیشگیری
استفاده از واکسیناسیون در افراد در معرض خطر، مصرف آنتی‌بیوتیک پنی سیلین، داکسی سیکلین و ترجیحاً سیپروفلوکساسین.
در ایران واکسن تنها برای دام‌ها استفاده می‌شود. واکسن سیاه‌زخم از سویه Sterne باسیلوس آنتراسیس که توکسین در مقادیر غیرکشنده تولید می‌کند تهیه می‌گردد. ایمونیزاسیون به کمک چند نوبت تزریق زیرجلدی به فواصل صورت می‌گیرد. تزریق بوستر سالیانه نیز توصیه می‌شود. کارایی واکسنهای موجود بروی انسان کاملاً تأیید نشده‌است.
در صورتی که لباس و وسایل به عامل سیاه‌زخم آلوده شود، باید آن‌ها را سوزاند. بهترین راه پیشگیری رعایت موازین بهداشت فردی در مواجهه با فراورده‌های حیوانی مثل پشم-پوست و استخوان می‌باشد در ضمن در کارخانه‌هایی که از این فراورده‌ها در تولید مایحتاج انسانی استفاده می‌کنند. حتماً لازم است موازین بهداشتی را به‌طور کامل رعایت کنند.

## درمان
استفاده و شروع سریع درمان با آنتی‌بیوتیکهای پنی سیلین، داکسی سیکلین و ترجیحاً سیپروفلوکساسین، کمک‌کننده‌است. در سیاه‌زخم تنفسی پس از ظهور علائم بیماری، درمان تقریباً بی‌نتیجه‌است.
باسیل سیاه‌زخم به دلیل خطرناک بودن در حملات بیوتروریسم کاربرد دارد.

## جنگ‌افزار بیولوژیکی
در قرون وسطی اروپایی‌ها در دوران جنگ، جسد حیوانات مبتلا به سیاه‌زخم را از پشت دیوار شهر به داخل شهر پرتاب می‌کردند تا مردم قوم دشمن را مبتلا کنند. در تاریخ معاصر به دفعات دولت‌های اروپایی، ژاپن و ایالات متحده متهم شده‌اند که قصد دارند از باکتری‌های این ناخوشی به‌عنوان جنگ‌افزار بیولوژیکی استفاده کنند. در جنگ جهانی دوم ایالات متحده بمب‌های سیاه زخم تولید کرده بود و که سریعاً ۵۰۰٫۰۰۰ واحد از بمب‌های اخیراً آزمایش شده را به‌دست ارتش انگلیس برساند.
در دهه ۱۹۹۰ م اخبار حادثه اسوردلوفسک شوروی (اوکراین امروز) پرده از فعالیت‌های کلان شوروی در رابطه با تولید جنگ‌افزار شیمیایی به‌وسیلهٔ باکتری سیاه‌زخم برداشت که عامل مرگ ۶۶ نفر شده بود. همچنین در دهه ۱۹۹۰ م برملا شد که عراق مقادیر بسیار زیادی باکتری سیاه زخم، جهت تولید بمب‌های میکروبی تولید کرده.
در سپتامبر و اکتبر ۲۰۰۱، در ایالات متحد آمریکا، در مجموع هفت نامه حاوی باکتری بیماری‌زای سیاه‌زخم به سازمان‌های دولتی و سیاستمداران عالی‌رتبه ارسال شد. در نتیجه این عملیات پنج نفر جان باختند.